# Kuula
Kuula – singel estońskiego wokalisty Otta Leplanda, napisany przez niego samego przy współpracy z Aapo Ilvesem, wydany w 2012 roku na drugiej płycie artysty pt. Laulan ma sind. Utwór reprezentował Estonię podczas 57. Konkursu Piosenki Eurowizji w 2012 roku.

## Historia utworu

### Nagrywanie
Muzykę do piosenki stworzył Lepland, tekst napisał natomiast Aapo Ilves. Producentem singla został Danel Pandre. W 2013 roku utwór został zgłoszony do estoński selekcji do 57. Konkursu Piosenki Eurowizji – Eesti laul. Oprócz estońskojęzycznej wersji piosenki, utwór został nagrał także w języku angielskim („Hear Me”), rosyjskim („Słuszaj”) i hiszpańskim („Escucha”).

### Wydanie
Singiel został wydany 25 stycznia 2012 roku nakładem wytwórni Crunch Industry. Utwór promował także drugi album wokalisty pt. Laulan ma sind, wydany w listopadzie 2011 roku a skrócona, eurowizyjna wersja znalazła się na trzeciej płycie pt. Öö mu kannul käib. 

### Występy na żywo:Eesti lauli Konkurs Piosenki Eurowizji
W grudniu 2011 roku krajowy nadawca publiczny Eesti Rahvusringhääling (ERR) opublikował listę dwudziestu półfinalistów estońskich eliminacji do 57. Konkursu Piosenki Eurowizji – Eesti laul 2012, wśród których znalazł się Ott Lepland z utworem „Kuula”, który znalazł się na płycie Laulan ma sind. Wokalista wystąpił w pierwszym półfinale eliminacji, które odbyły się 18 lutego w ERR Studios. Dzięki głosom telewidzów i jurorów, jego propozycja zakwalifikowała się na pierwszym miejscu do finału konkursu, zdobywając 19 punktów. 3 marca odbyła się runda finałowa, w której utwór został zaprezentowany jako ostatni, dziesiąty w kolejności i dzięki głosom jurorów awansował do drugiego etapu, w którym wygrał z piosenką „Mina jään” Lenny, zdobywając 67% poparcie telewidzów i zostając tym samym reprezentantem kraju podczas 57. Konkursu Piosenki Eurowizji.
W marcu odbyła się ceremonia losowania kolejności występów w półfinałach konkursu, estońska delegacja wylosowała czternastą pozycję startową podczas drugiego koncertu półfinałowego. W maju Lepland rozpoczął próby kamerowe w Crystal Hall w Baku, gdzie odbywały się wszystkie trzy koncerty eurowizyjne. 24 maja odbył się drugi koncert półfinałowy konkursu, w którym reprezentant otrzymał 100 punktów, awansując do finału z czwartego miejsca. W rundzie finałowej, która została rozegrana dwa dni później, wokalista zaprezentował się jako jedenasty w kolejności i otrzymał łącznie 120 punktów, zajmując 6. miejsce w końcowej klasyfikacji.

## Lista utworów
CD single
1. „Kuula” – 4:19

EP
1. „Kuula” – 2:56
2. „Escucha” – 2:56
3. „Słuszaj” – 2:57
4. „Hear Me” – 2:55

## Notowania na listach przebojów
| Kraj              | Lista (2012)         | Pozycja |
| ----------------- | -------------------- | ------- |
| Belgia (Flandria) | Ultratip 100 Singles | 70      |